# 23060 Шеперд
23060 Шеперд (23060 Shepherd) — астероїд головного поясу, відкритий 7 грудня 1999 року.
Тіссеранів параметр щодо Юпітера — 3,408.